# Odysia
Odysia is een geslacht van vlinders van de familie spanners (Geometridae), uit de onderfamilie Ennominae.

## Soorten
- O. accessilinea Prout, 1910
- O. amyntoridaria Oberthür, 1923
- O. isoteles Prout, 1933
- O. laetipicta Prout, 1931
- O. molaria Guenée, 1858
- O. punctilineata Warren, 1900
- O. venusta Warren, 1900